# 許氏宗祠 (丹載村)
许氏宗祠，位于中国广东省阳江市阳东县北惯镇丹载村，为阳东县文物保护单位，类型为古建筑，公布时间为1986年4月。
许氏宗祠的历史年代为现代。